# Núria Calduch-Benages
Nuria Calduch Benages (Barcelona, 26 de março de 1957) é uma estudiosa bíblica espanhola, radicada na Itália. É considerada uma autoridade no estudo dos livros sapienciais do Antigo Testamento. Desde março de 2021 é secretária da Pontifícia Comissão Bíblica. É membro da congregação das Filhas Missionárias da Sagrada Família de Nazaré desde 1978. No ano seguinte, formou-se em filosofia e letras pela Universidade Autônoma de Barcelona (1979).
Em 1984 mudou-se para Roma, onde vive desde então. Fez doutorado em Sagrada Escritura no Pontifício Instituto Bíblico. Discípula do biblista Isidro Gomá Civit, é professora ordinária na Pontifícia Universidade Gregoriana (2010) e professora visitante no Pontifício Instituto Bíblico.
Bento XVI a nomeou perita no Sínodo dos Bispos sobre a palavra de Deus em 20086 e Francisco a chamou para fazer parte da Comissão para o estudo do diaconato das mulheres. Posteriormente, foi nomeada membro da Pontifícia Comissão Bíblica e desde março de 2021 é a primeira secretária desse órgão, sendo a primeira mulher que ocupa esse cargo.